# Ciklobutirol
A ciklobutirol (INN: cyclobutyrol) színtelen kristály. Vízben kevéssé, alkoholban, acetonban, dioxánban, éterben, kloroformban jól, alkálilúgok vizes oldatában 7,5–8 pH mellett korlátlanul oldódik.
Az epeterápiában használt gyógyszer. Gátolja az epe koleszterin- és foszfolipid-kiválasztását az epesav(en)termelés csökkentése nélkül.
Gátolja az 5′-nukleotidáz(en) és alkalin foszfodiészteráz I(en) enzim termelését, de nem befolyásolja az albumin előállítását.